# Omická vrchovina
Omická vrchovina je geomorfologický okrsek na jižní Moravě, západně od města Brna. Je součástí podcelku Lipovské vrchoviny, která je částí Bobravské vrchoviny.
Vrchovina je tvořena granodiority a diority brněnského masivu, které jsou překryty miocenními sedimenty a sprašemi. Z převážné části je ohraničena hlubokými údolími vodních toků – na severu Svratkou (respektive Brněnskou přehradou), na západě Veverkou a na jihu Bobravou. Nejvyšším bodem je Kopeček, který je se svou nadmořskou výškou 479 m také nejvyšším vrcholem celého Brna.
Území Omické vrchoviny je převážně zalesněno a je součástí rekreačního zázemí města Brna. Střední částí vrchoviny prochází dálnice D1, po jižním okraji vedou železniční tratě Brno–Jihlava a Brno – Hrušovany nad Jevišovkou-Šanov. Nachází se zde také brněnský automotodrom – Masarykův okruh. Severní část Omické vrchoviny je součástí přírodního parku Podkomorské lesy, do jižní části zasahuje výběžek přírodního parku Bobrava.